# Macabro (película)
Macabro es una película italiana de 1980, dirigida por Lamberto Bava y protagonizada por Stanko Molnar, Veronica Zinny y Bernice Stegers. Fue filmada en Nueva Orleans, Luisiana (Estados Unidos) y en el Lago de Garda (Italia).

## Argumento
La película trata sobre una mujer, Jane Baxter, que se vuelve loca a consecuencia de la muerte de su amante, Fred, y del asesinato de su hijo, encerrándose a vivir con la única compañía de un joven invidente.